# Protestantische Kirche Harskirchen

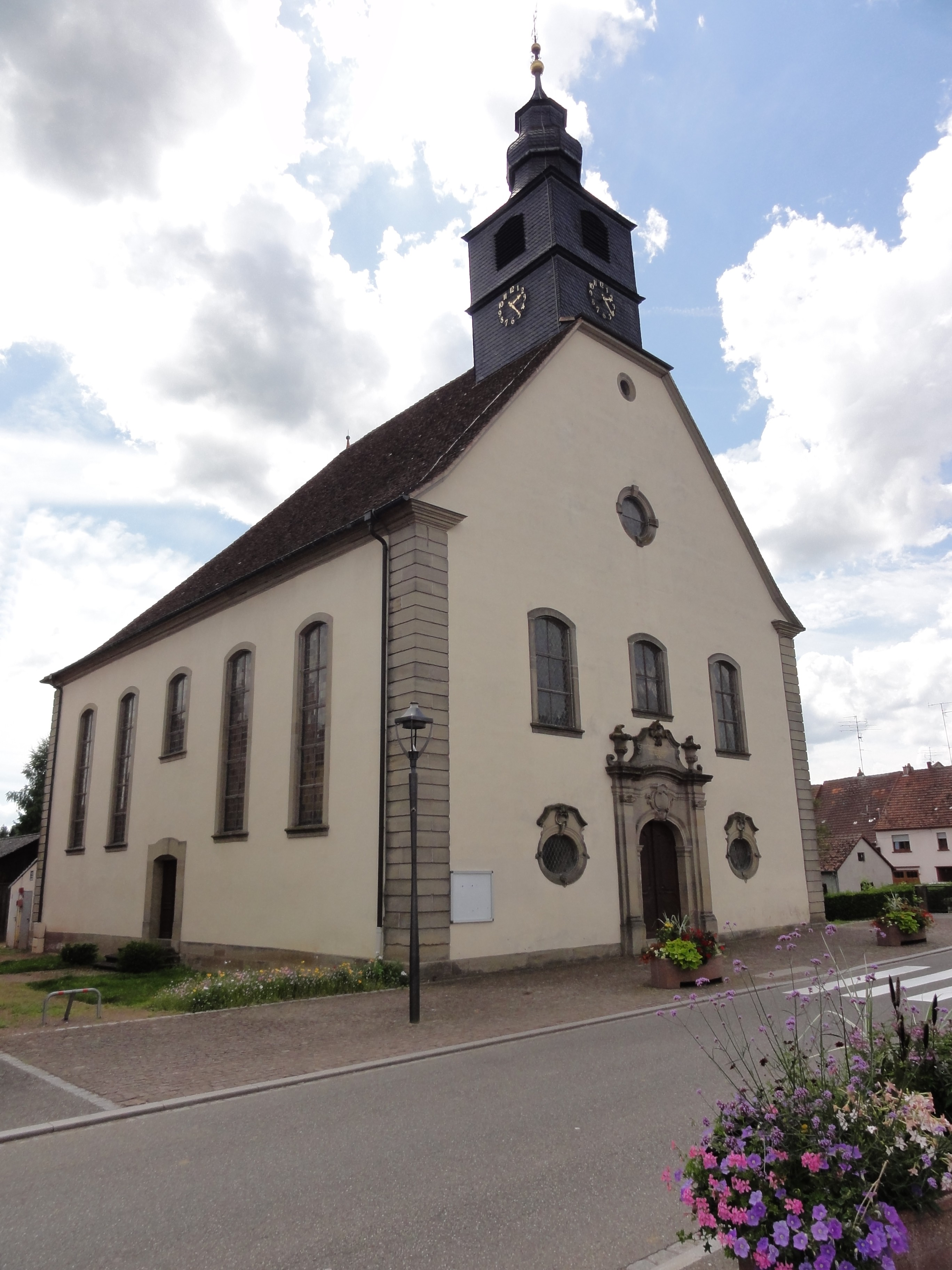
Protestantische Kirche in Harskirchen

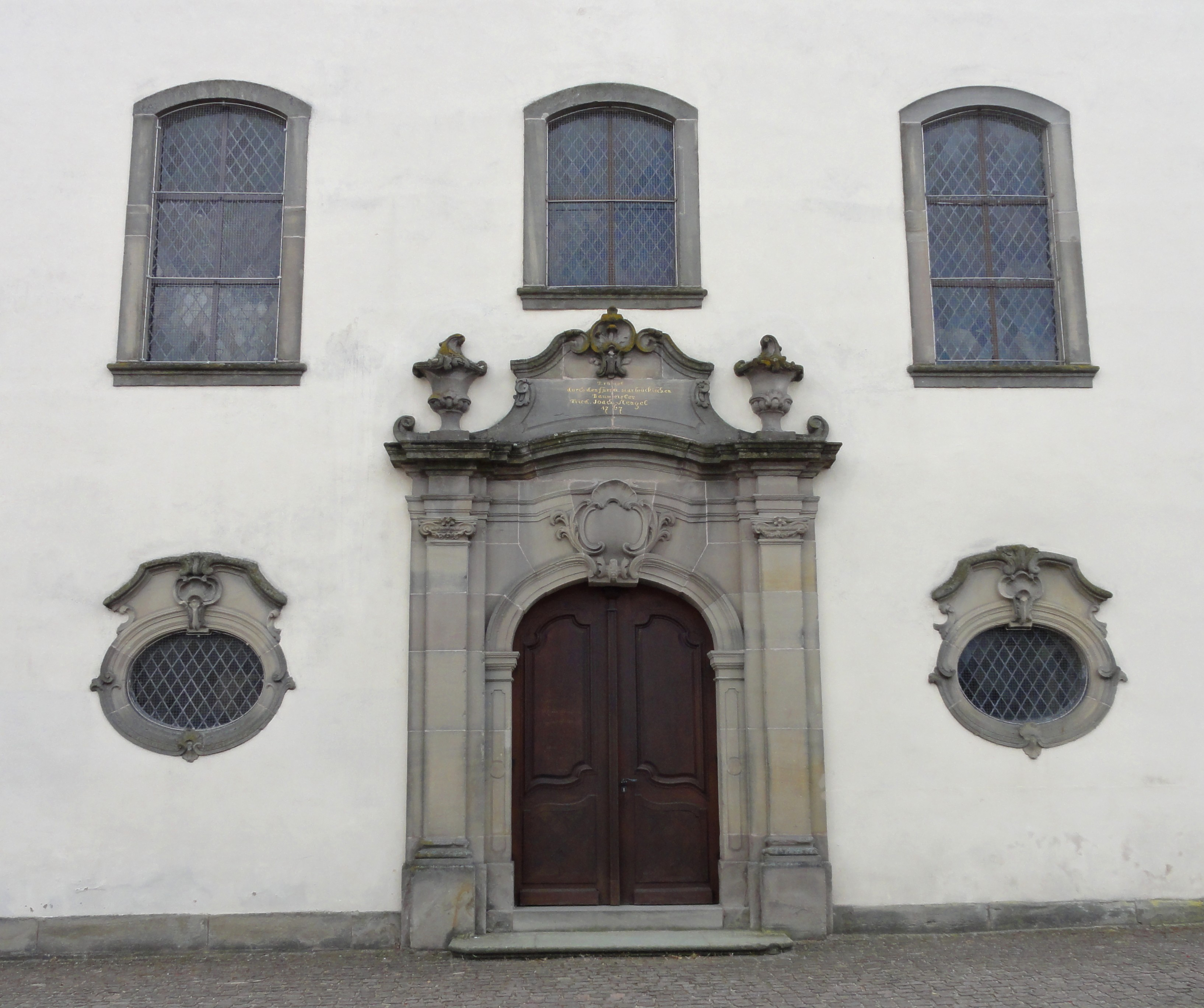
Hauptportal

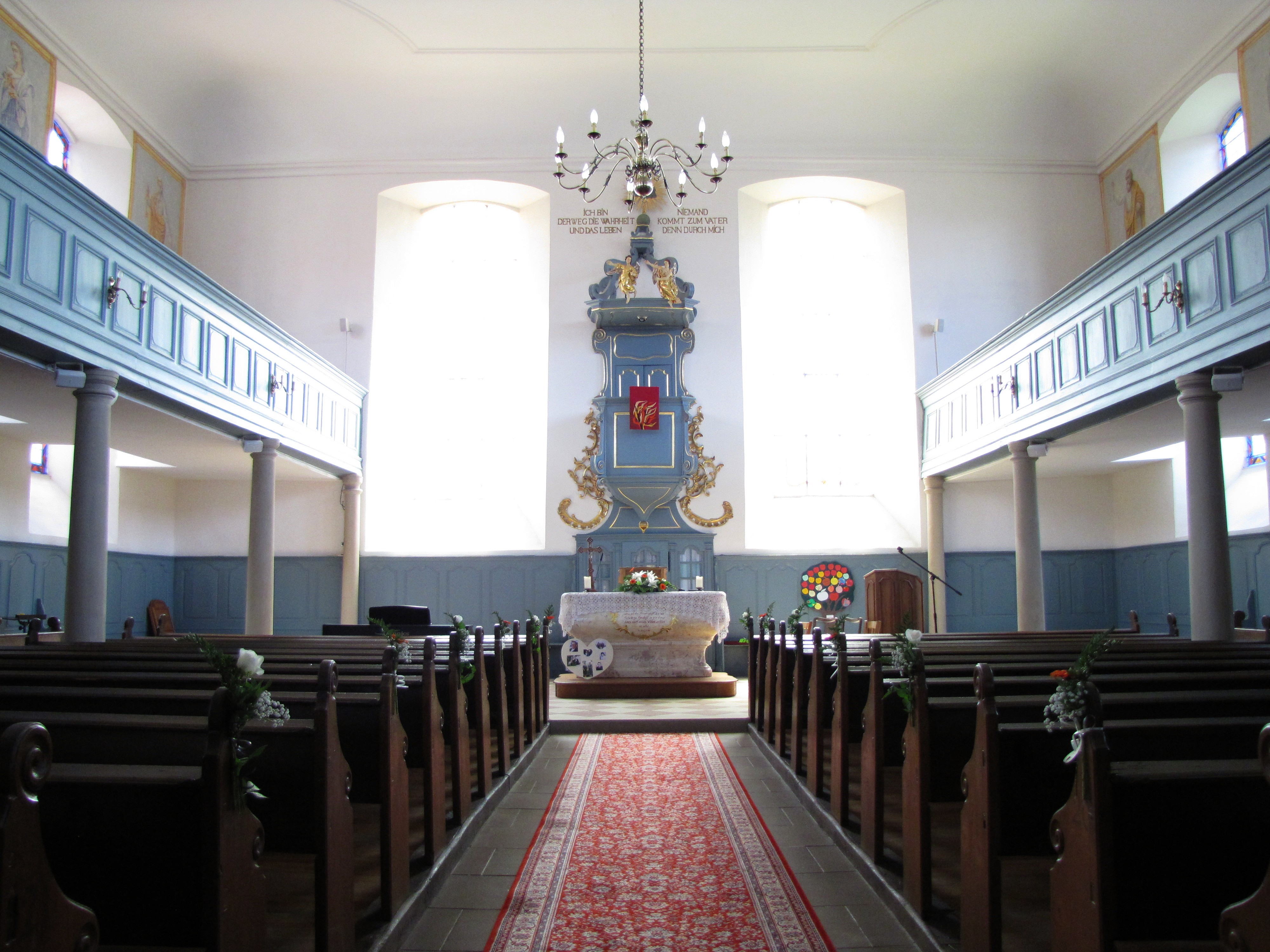
Blick auf den Altarraum

Die Protestantische Kirche in Harskirchen ist ein Kirchengebäude der Protestantischen Kirche Augsburgischen Bekenntnisses von Elsass und Lothringen. Sie steht als Monument historique unter Denkmalschutz.

## Geschichte
Harskirchen wurde 1746 zur Stadt erhoben und diente fortan als Verwaltungssitz des nassau-saarbrückischen Oberamtes Harskirchen. In der Folge wurde 1762 die protestantische Pfarrkirche durch den fürstlichen Barockbaumeister Friedrich Joachim Stengel und seinen Adjutanten Karl Abraham Dodel erbaut. Geleitet wurde die neue Kirche von einem Oberpfarrer.

## Architektur
Die verputzte Barockkirche mit Walmdach wurde als Rechtecksaal errichtet. Ecklisenen aus Sandstein gliedern den Bau. Sie werden oben mit einer Fortsetzung der Traufgesimse der Langseiten abgeschlossen. Die Langseiten besitzen je fünf Fensterachsen mit Segmentbögen, wobei die mittleren kurz ausgeführt sind. Darunter befindet sich je ein Eingangsportal. Auf der nördlichen Giebelseite sitzt ein geschieferter quadratischer Dachreiter mit Uhr und Glockenstube, bekrönt von einer geschwungenen Laterne.
Die Portalseite ist reich gegliedert. Im Zentrum sitzt das barocke Rundbogenportal, das von zwei Okuli mit Giebelfeld und Rocailleschmuck flankiert wird. Darüber sitzen drei Fenster mit Segmentbögen, im Giebel schließlich übereinander zwei weitere Okuli. Das Portal wird von einem profilierten Gewände umrahmt, in dessen Scheitelpunkt eine Kartusche ohne Inschrift angebracht ist. Flankiert wird das Portal von zwei abgestuften Pilastern, die eine auskragende Verdachung tragen, auf der außen zwei Vasen stehen, im Inneren ein Giebelfeld mit gesprengter Verdachung und Rocaille. Im Zentrum Inschrift in goldenen Lettern: „Erbaut durch den saarbruckischen Baumeister Friedrich Joachim Stengel 1762“.
Das Innere wird von der an drei Seiten umlaufenden Holzempore mit blauer Brüstung bestimmt. Getragen wird sie von Säulen toskanischer Ordnung. Im gleichen Farbton ist auch die umlaufende Vertäfelung der Wände gehalten.
An der südlichen Stirnseite der Kirche steht ein geschwungener Marmoraltar, dahinter zwei breite und hohe Fenster. Zwischen diesen hängt die hölzerne Kanzel mit begleitenden Rankornamenten in Gold. Sie ist ein Werk von Johann Gottlieb Gressler. Auf dem Schalldeckel stehen zwei Engel. Ein volutenverzierter Giebel wird von einem Auge der Vorsehung bekrönt. Auf der westlichen Giebelseite stand ursprünglich auf der Empore eine Orgel aus dem Jahr 1768 von Johann Georg Geib. 1906 wurde die Orgel von der Giengener Orgelmanufaktur Gebr. Link erneuert, nur Gehäuse und Prospekt blieben im Original erhalten. Die stuckverzierte Flachdecke geht über eine ausladende Hohlkehle in die Wände über. An den Wänden zwischen den Fenstern sind oben im Emporenbereich die zwölf Apostel gemalt. Sie stammen vermutlich aus dem 18. Jahrhundert und wurden 1927/28 von Auguste Dubois stark überarbeitet.